# Jüdischer Friedhof (Demmin)

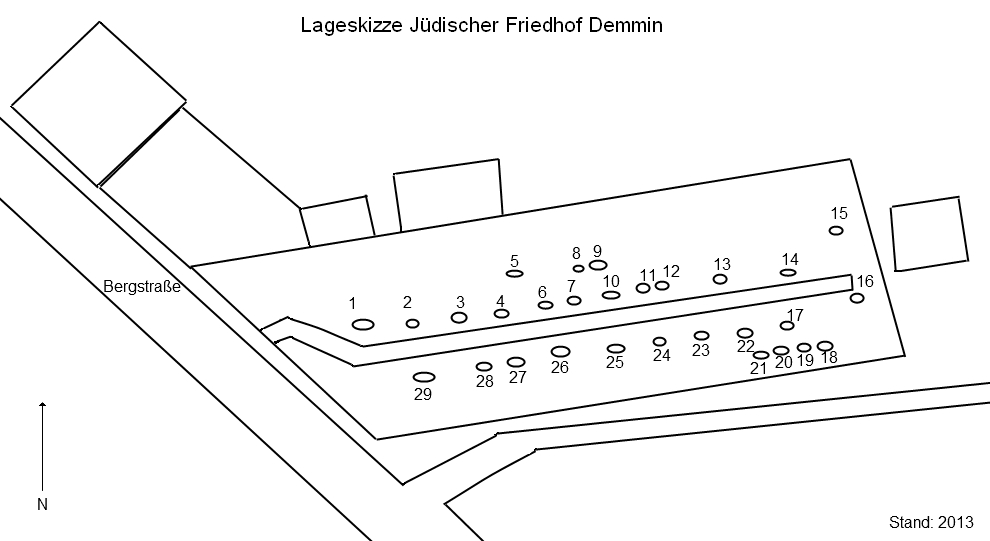
Lageskizze des jüdischen Friedhofs in Demmin

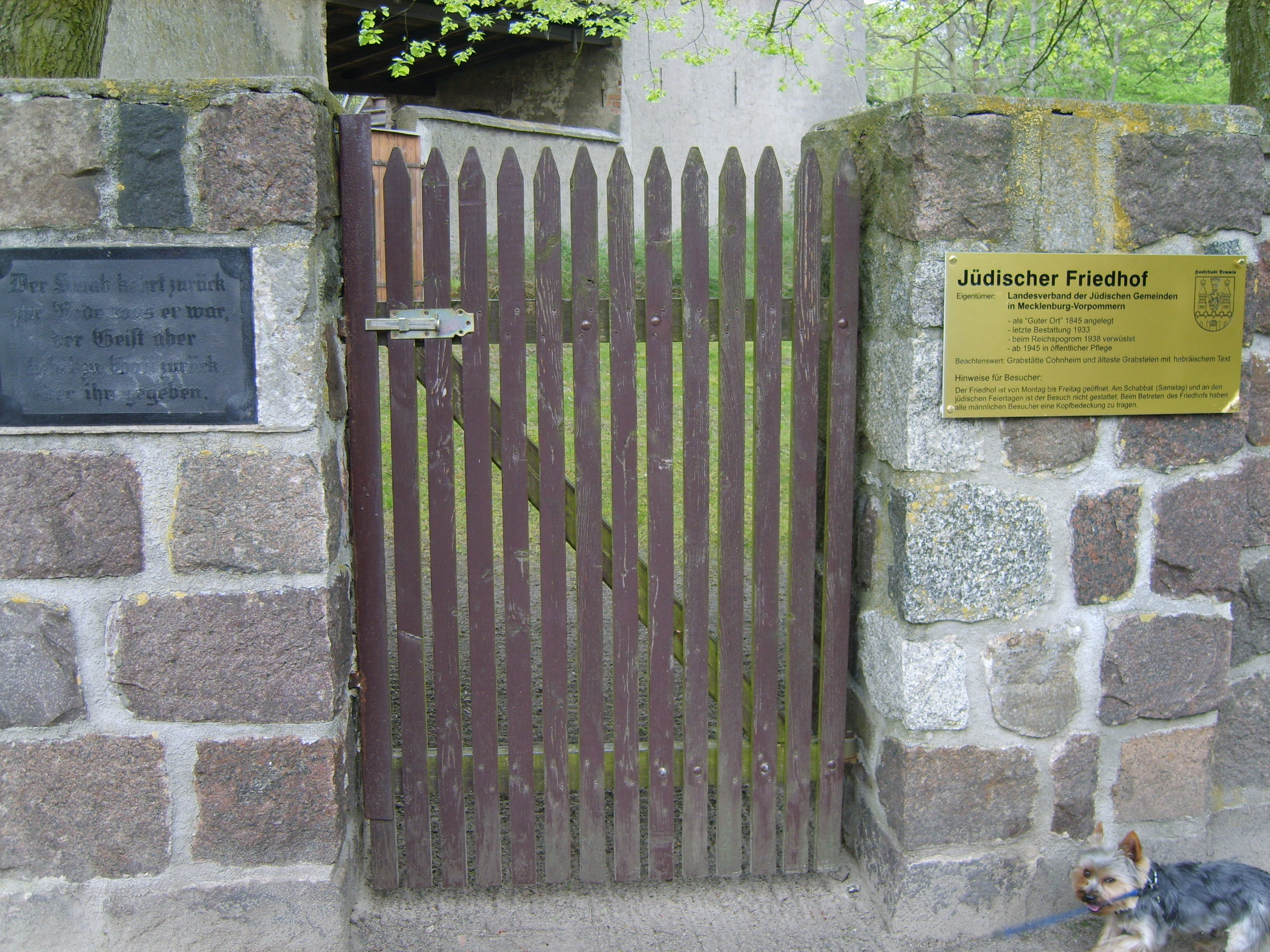
Eingang des Jüdischen Friedhofs Demmin mit Schrifttafeln

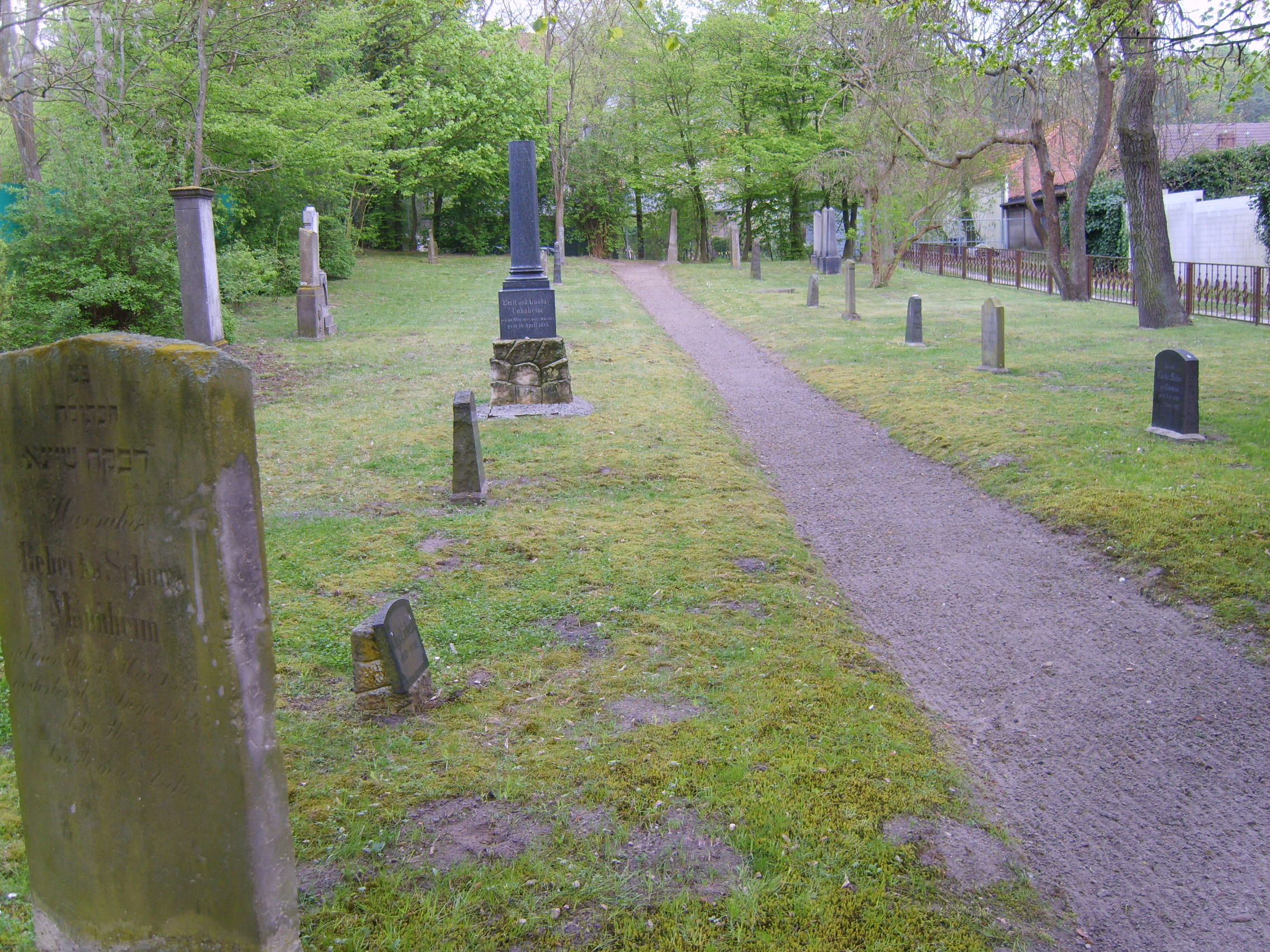
Der Jüdische Friedhof Demmin (2008)

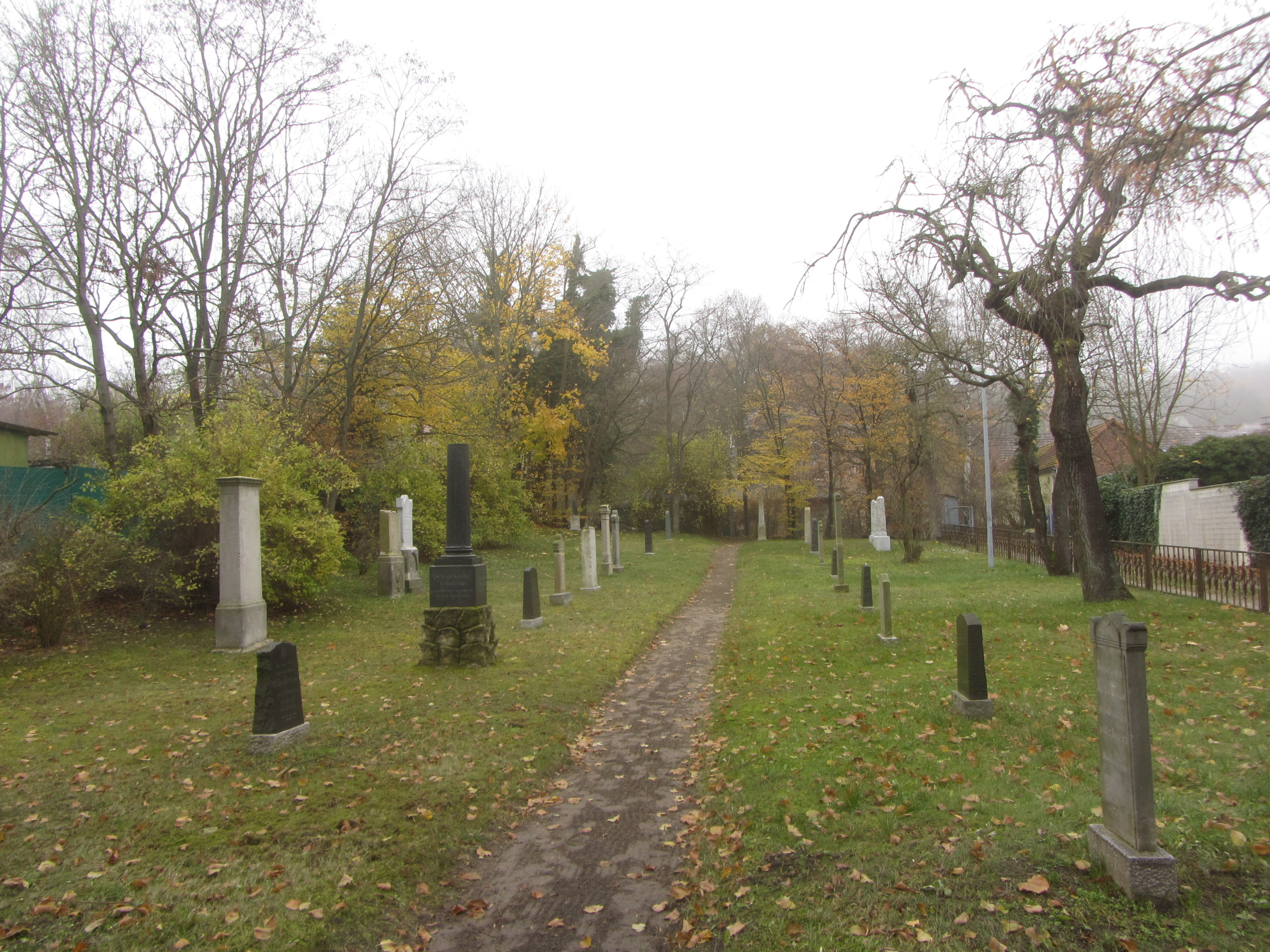
Jüdischer Friedhof Demmin (2013)

Der Jüdische Friedhof Demmin in Demmin (Landkreis Mecklenburgische Seenplatte, Mecklenburg-Vorpommern) liegt an der Bergstraße. Auf dem etwa 1000 m² großen Friedhofsgelände, das von einer Feldsteinmauer umgeben ist, befinden sich 29 Grabsteine.

## Anlage
Die ca. 1000 m² große rechteckige Friedhofsanlage wird im Norden durch ein mehrgeschossiges Wohngebäude mit Nebengebäude begrenzt. Eingefriedet ist der Friedhof zur Bergstraße mit einer 1,6 m hohen Natursteinmauer, im Süden durch einen 1 m hohen Metallzaun und im Osten durch einen 1,5 m hohen Metall-Gitterzaun.
Der Eingang zum Friedhof befindet sich direkt an der Bergstraße, das einflügelige Holztor ist nicht verschlossen. Weitere Eingänge befinden sich auf der südlichen Seite des Friedhofes direkt am angrenzenden Wohnweg sowie ein weiterer Eingang an der Bergstraße, direkt neben dem Wohngebäude von dem aus ein schmaler Pfad zu einem Nebeneingang führt, der durch die Bewohner benutzt wird.
Neben dem Haupteingang ist in den Torpfeiler eine Tafel eingelassen mit folgender Inschrift: „Der Staub kehrt zurück/zur Erde, was er war,/der Geist aber/kehrt zu/Gott zurück, der ihn gegeben“. Auf dem Friedhof verläuft entlang der Friedhofsmauer ein 2 m breiter unbefestigter Weg und ein weiterer 1,5 m breiter unbefestigter Weg teilt die Anlage in der Mitte.
Der Rand des nordöstlichen Bereichs des Friedhofes wird durch einen dichten Zierstrauch- und wildgewachsenen Baumbestand geprägt. Im Süden stehen vier Trauereschen, die vermutlich die Überreste einer Baumreihe sind. Im Westen zur Bergstraße hin wird der Friedhof durch eine Baumreihe aus Linden gesäumt. Die Bodendeckung der gesamten Anlage ist eine Wiesenfläche.
Auf dem Friedhof sind noch 29 Grabsteine erhalten, die teilweise stark verwittert sind.
Der Friedhof befindet sich in einem gepflegten Zustand.

## Geschichte
Das Grundstück zur Anlage eines jüdischen Friedhofes wurde von der jüdischen Gemeinde Stralsund für die in Demmin lebenden Gemeindeglieder 1847 erworben. Es wurde bis um 1933 belegt. 1938 verkauften die noch in Demmin lebenden Gemeindemitglieder einen unbelegten Teil des Friedhofes als Baugelände. In der Pogromnacht 1938 wurde der Friedhof beschädigt. Nach 1945 ist der Friedhof von der Evangelischen Kirchengemeinde wieder hergerichtet worden. Eine Gedenkinschrift mit Zitat aus Psalm 122,8 ist angebracht.